# Union Gas e Luce
Union Gas e Luce è un'azienda italiana, operante nel mercato libero dell'energia elettrica e del gas naturale.L’azienda nasce nel 2005 ad Aversa una famiglia di imprenditori sul mercato dal 1960. Oggi serve oltre 70.000 clienti sul mercato italiano e con 80 centri di assistenza ricopre l'intero territorio nazionale. Union Gas e Luce si è aggiudicata un posto nella speciale graduatoria “Leader della crescita” elaborata da Il Sole 24 Ore, piazzandosi tra le prime 20 società italiane con il maggior tasso di crescita del fatturato, per due anni consecutivi. A marzo 2021, l'azienda appare al 744º posto della classifica stilata al Financial Times sulle 1000 aziende a crescita più veloce in Europa.
Un altro importante riconoscimento è stato dato dalla Cerved Rating Agency, che per tre anni consecutivi ha confermato ad Union Gas e Luce il rating B1.2, che fa riferimento all’affidabilità finanziaria dell’azienda nell’ambito del settore energetico e del settore creditizio.
Inoltre, fin dalla fondazione, Union Gas e Luce è impegnata anche nel settore della responsabilità sociale e della solidarietà. È da anni al fianco della Fondazione AIRC e di Telethon in diverse attività e progetti, tra i quali il Centro Clinico Nemo di Napoli, il più grande d’Italia, ubicato presso l’Ospedale Monaldi.